# Oliver Cromwell
Oliver Cromwell (født 25. april 1599 i Huntingdon nordvest for Cambridge, død 3. september 1658 i London) var engelsk militær- og statsmand, statschef med titlen "Lord Protector" i England, Skotland og Irland fra 3. december 1653 til sin død. 

## Liv
Oliver Cromwell er bedst kendt for, at han gjorde England til en republik som anfører for det såkaldte Commonwealth of England. Han var lavadelig godsejer i de første 40 år af sit liv. En religiøs omvendelse gjorde ham til puritaner, hvorefter religion blev styrende for hans liv og handlinger. Cromwell var en fremragende soldat (han blev kaldt "Old Ironsides") og steg i de militære grader for til sidst at have kommandoen over hele hæren. Han havde politisk kontrol over England, Skotland og Irland som Lord Protector fra den 16. december 1653 indtil sin død.
Den 30. januar 1661 (12-års dagen for henrettelsen af Karl 1. af England) blev hans lig gravet op på Westminster Abbey og  posthumt henrettet i Tyburn.

## Eftermæle
Cromwell er en meget kontroversiel skikkelse i engelsk historie; en kongemorderisk diktator for nogle historikere som David Hume og Christopher Hill og en frihedshelt for andre som Thomas Carlyle og Samuel Rawson Gardiner.